# NGC 5011
NGC 5011 é uma galáxia elíptica (E1) localizada na direcção da constelação de Centaurus. Possui uma declinação de -43° 05' 48" e uma ascensão recta de 13 horas, 12 minutos e 51,6 segundos.
A galáxia NGC 5011 foi descoberta em 3 de Junho de 1834 por John Herschel.